# Tureia (atolón)
Tureia es un atolón de las Tuamotu, en la Polinesia Francesa. Está situado en el sureste del archipiélago, 1.100 km al sureste de Tahití y 115 km al norte de Mururoa.
Es un atolón pequeño, con una superficie de 8,3 km² y forma de rombo, con 13 km de largo y 7,4 km de ancho sin paso hacia la laguna interior. Las tierras emergidas forman un gran islote, de 22,5 km de largo y 250 metros de media de ancho, que ocupa la mitad este, y la mitad oeste la completan 27 islotes. La villa principal es Hakamaru. Dispone de diversas construcciones del Centro de Experimentación del Pacífico (refugios, cisternas, aeropuerto, centro meteorológico, etc ), abandonadas desde 1996, cuando finalizaron las pruebas nucleares francesas.
Históricamente se conocía con el nombre de Papahena. El atolón fue descubierto en 1791 por el inglés Edward Edwards, mientras buscaba a los amotinados del Bounty, y lo llamó Carysfort.

## Galería

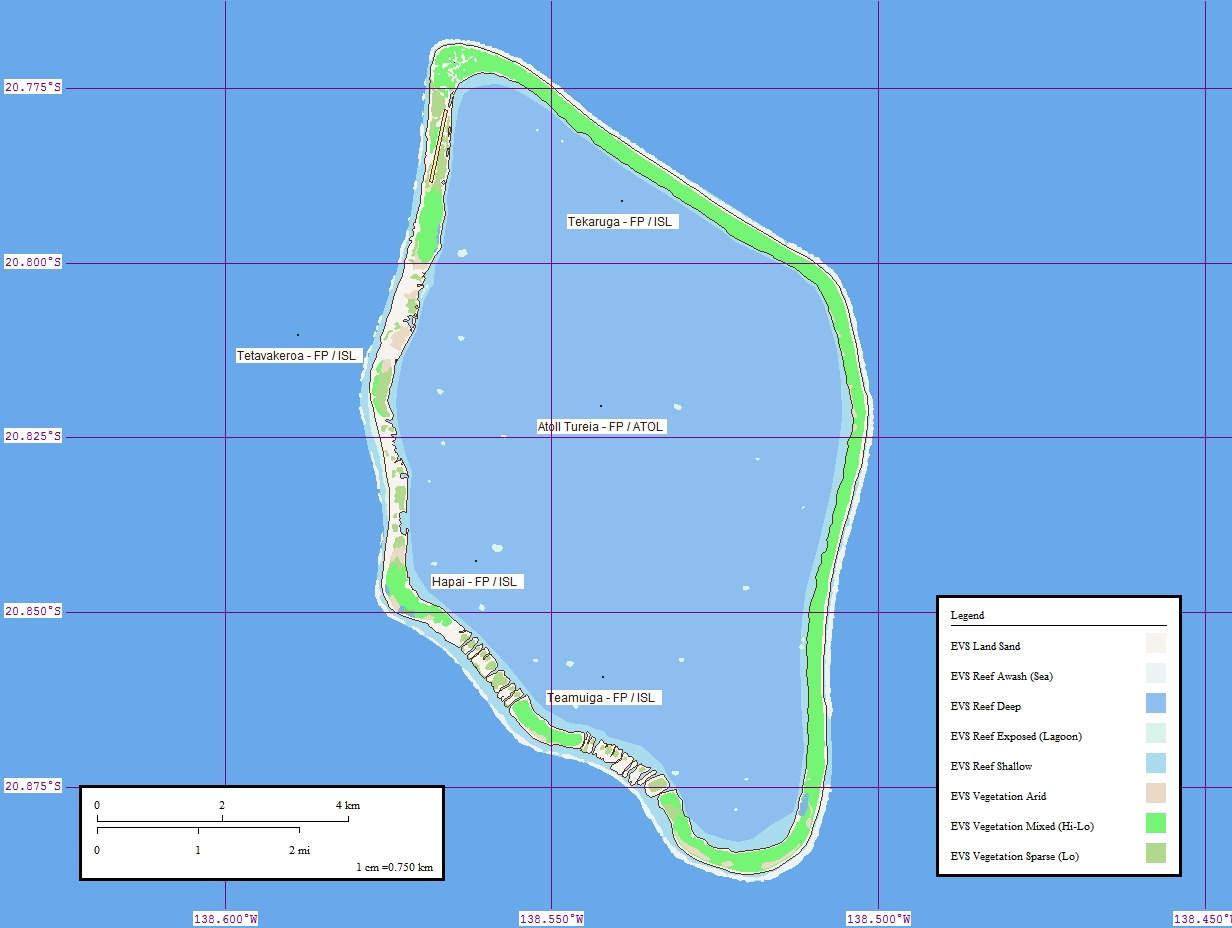
Mapa.
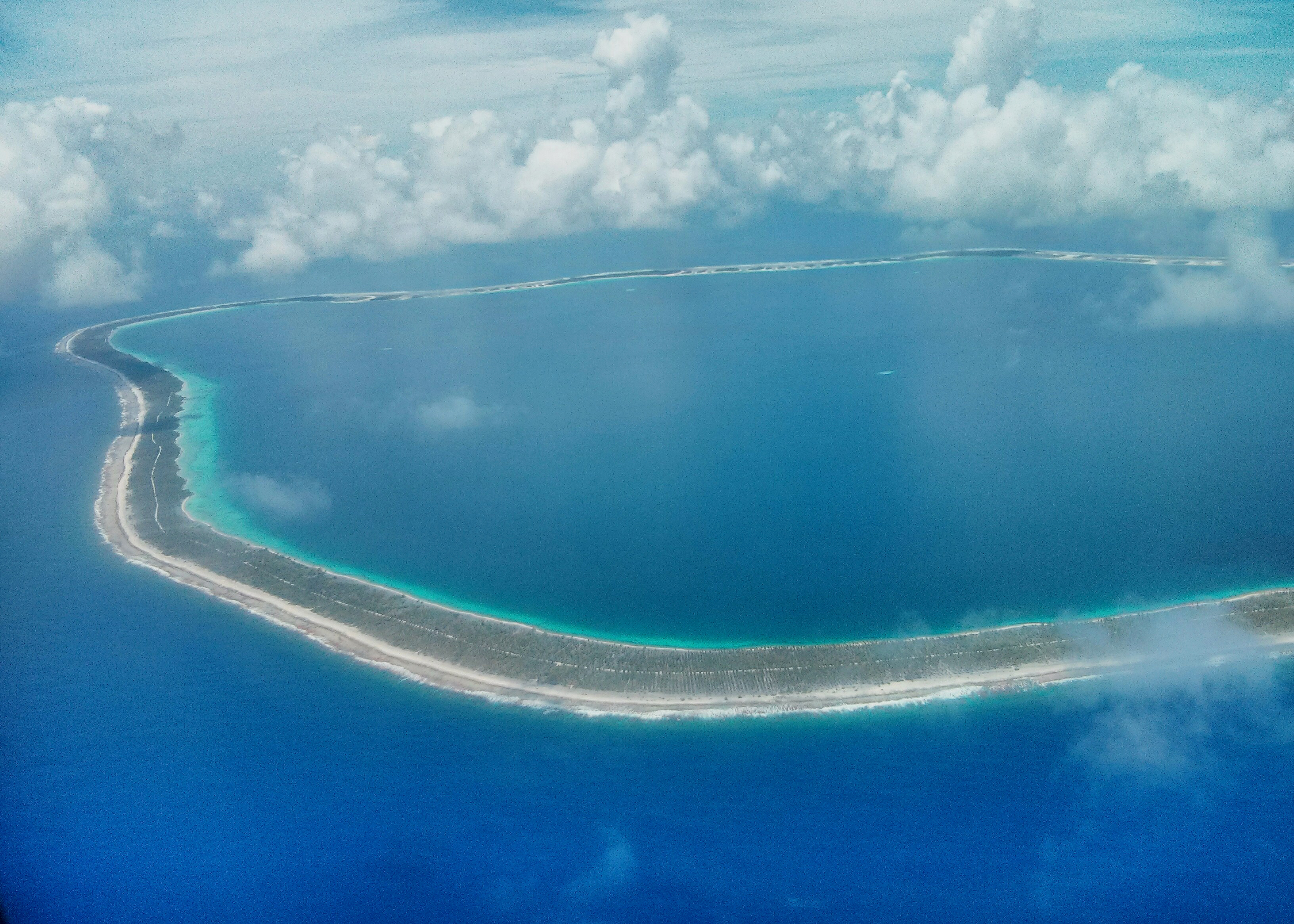
Tureia
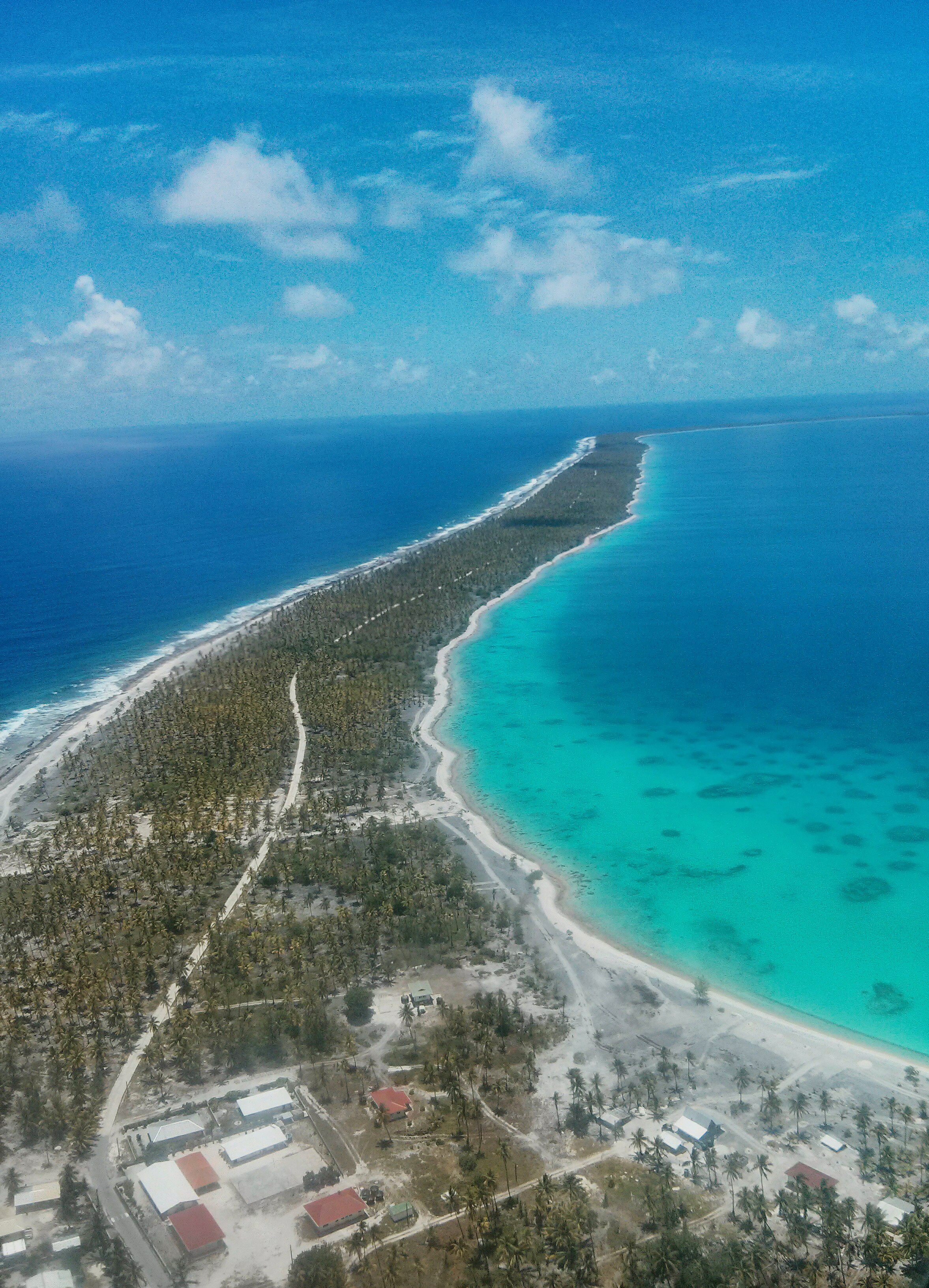
Vista parcial del atolón.

## Comuna de Tureia
Tureia es la capital de una comuna que incluye los atolones deshabitados de Tematangi y Vanavana, y los atolones cedidos para hacer pruebas nucleares de Mururoa y Fangataufa. La población total era de 1.321 habitantes en el censo de 1996, pero las cifras pueden variar si se tienen en cuenta a los efectivos militares que han desalojado la zona.